# زقملة
الزَّقملة (نحت من: أزال القمل) أو علاج قمل الإنسان هو إزالة طفيليات قمل الرأس من شعر الإنسان. لقد جرت مناقشته ودراسته لعدة قرون. ومع ذلك فقد زاد عدد حالات الإصابة بالقمل البشري (أو التقمل) في جميع أنحاء العالم منذ منتصف الستينيات حيث وصل إلى مئات الملايين سنويًا. لا يوجد منتج أو طريقة تضمن تدمير البيض والقمل المفرغ بنسبة 100٪ بعد معالجة واحدة. ومع ذلك ثمة عدد من طرق العلاج التي يمكن استخدامها بدرجات متفاوتة من النجاح. تشمل هذه الطرق العلاجات الكيميائية والمنتجات الطبيعية والأمشاط والحلاقة والهواء الساخن والمستحضرات التي أساسها السيليكون .

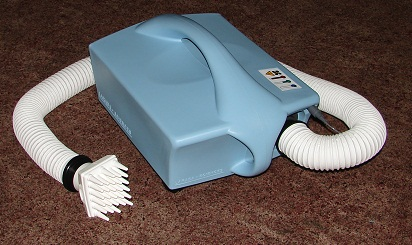
المُزقملة هي جهاز يعمل بالهواء الساخن للزقلمة عن طريق التجفيف